# Teatro Carcano
El Teatro Carcano és un teatre d'òpera de Milà dissenyat per Luigi Canonica encarregat per l'empresari Giuseppe Carcano. Es va inaugurar el 3 de setembre de 1803 amb l'òpera Zaira de Vincenzo Federici amb Giacomo David i Luigi Pacini.
Les dues estrenes més importants que va viure el teatre van ser Anna Bolena (1830) de Donizetti, amb Giuditta Pasta, Filippo Galli i Giovanni Battista Rubini; i La sonnambula (1831) de Bellini, amb Giuditta Pasta e Giovanni Battista Rubini.
Avui en dia, no queda res de la sala i la façana original, reconstruïda al voltant del 1913 pel Nazzareno Moretti seguint formes eclèctiques i estil floral, i posteriorment cobert per un edifici frontal.